# Spielmannszug & Jugendblasorchester Rödemis
Der Verein Spielmannszug & Jugendblasorchester Rödemis ist ein Musikverein in Husum in Schleswig-Holstein und ist bekannt durch seinen 1. Zug, welcher einer der erfolgreichsten Spielmannszüge Europas ist. Der Verein ist gegliedert in den Spielmannszug und das Jugendblasorchester „Just Beat“. Der Spielmannszug wurde 1913 im Husumer Stadtteil Rödemis gegründet und trägt daher seinen Namen.

## Organisation

### Spielmannszug Rödemis
Der 1913 gegründete I. Zug des Spielmannszuges und Jugendblasorchesters Rödemis e.V. unternimmt zahlreiche Konzertreisen und nimmt regelmäßig an nationalen und internationalen Wertungsspielen teil. Konzertreisen führten nach Dänemark, in die Niederlande, nach Belgien, Frankreich, Norwegen, Tschechien, Spanien, Italien, England, Irland und in die Schweiz. Bei musikalischen Wettstreiten konnten die Musiker insgesamt über 350 erste und zweite Preise erringen. Zu den herausragenden Erfolgen zählen der Gewinn von einer Silber- und fünfzehn Goldmedaillen bei den Weltmusikfestspielen (WMC) im niederländischen Kerkrade sowie die besondere Ehrung mit dem Titel „Best International Award“ im Jahr 2001 und dem Titel „Best Flute Band — Championship Divison“ im Jahr 2022. Weiterhin gewannen die Spieler des I. Zuges mehrmals die Internationale Deutsche Meisterschaft in Rastede, den Deutschlandpokal im hessischen Alsfeld und den Titel „Champion der Lage Landen“ im belgischen Hamont. Im Jahr 2024 errungen die Spielleute des 1. Zuges den ersten Platz im Marschwettbewerb in der Kategorie „Spielmannszüge“ bei der Weltmeisterschaft (WAMSB) in Rastede. Seit 2024 ist der 1. Zuges des Vereins amtierender Landesmeister des Landes Schleswig-Holstein (MVSH) in den Kategorien Marsch und Show und seit Mai 2025 ist der 1. Zug amtierender Deutscher Meister (BDMV) in denselben Kategorien.
Die Musiker unternehmen im Rahmen der Jugendarbeit gemeinsame Ferienfahrten in verschiedene europäische Länder. Im Jahr 2007 betrug das Durchschnittsalter der 55 Spielleute 16 Jahre.
Der 2. Zug Zug mit einem Durchschnittsalter von 12 Jahren (Stand 2025) tritt größtenteils bei kleineren Feierlichkeiten in der Region auf. 
Im Jahr 2000 wurde ein Juniorzug gegründet, der sich schnell zu einem eigenständigen, spielfähigen Zug entwickelte. Er bestand 2007 aus 45 Spielleuten mit einem Durchschnittsalter von neun Jahren. Heute führt der Juniorzug keine eigenen Auftritte mehr durch. Vielmehr findet dort die Grundausbildung für den 2. Zug statt.

### Jugendblasorchester/Just Beat Rödemis
Im Jahr 1986 wurde ein Jugendblasorchester gegründet. Das Repertoire des Orchesters reichte von sinfonischer Blasmusik über Pop- und Rockmusik bis hin zu traditioneller Marschmusik. Das Jugendblasorchester nahm regelmäßig an den Marsch- und Showwettstreiten in Hattstedt und Heikendorf und Hamont (Belgien) teil, wo man 2004 und 2006 jeweils einen ersten Preis und 2004 den Sonderpreis für die beste Ausstrahlung gewann. Es gab einen regelmäßigen Jugendaustausch mit dem befreundeten „Dechovy orchestr ZUS Rokycany“ aus Rokycany (Tschechien).
Eine Big Band wurde im Jahr 2001 gegründet. Sie nahm an Jazz-Festivals in Wyk auf Föhr, Pinneberg und in Rokycany/Tschechien teil. Im Mai 2006 war die Big Band Rödemis Ausrichter des 1. Big Band–Festivals in Husum. Seit 2012 ist die Big Band nicht mehr Teil des Spielmannszug & Jugendblasorchester Rödemis e.V., sondern ein eigenständiger Verein, welcher unter dem Namen „Nordic Big Band“ bekannt ist.
Im Jahr 2024 passte der Verein das Konzept für das Jugendblasorchester an, in dessen Zuge es seit Mai 2024 den Namen „Just Beat“ trägt.

## Europäisches Musikfestival Rödemis
Der Verein richtete mehrere Male das Europäische Musikfestival Rödemis aus; einen Wettbewerb für Spielmannszüge und Musikkapellen, an dem befreundete Vereine aus der näheren Umgebung und darüber hinaus teilnehmen konnten. An der Veranstaltung Pfingsten 2007 nahmen über 1.000 Spielleute teil.